# Kroatische euromunten
De Kroatische euromunten hebben sinds 1 januari 2023 de Kroatische kuna vervangen. 

## Geschiedenis
Op 21 juli 2021 meldde de Kroatische eerste minister Andrej Plenković dat de Kroatische euromunten de volgende nationale symbolen zouden dragen: de kaart van het land op de 2 euromunt, een marter (de nationale munteenheid kuna betekende marter) op de 1 euromunt, Nikola Tesla op de munten van 10, 20 en 50 eurocent en het Glagolitisch schrift op de munten van 1, 2 en 5 eurocent. Tevens zou op alle munten het dambordpatroon uit de vlag van Kroatië terugkomen. Op 4 februari 2022 werden de nationale zijdes van de Kroatische euromunten voorgesteld. Nadat vermoedens ontstonden dat het motief voor de 1 euromunt (marter op boomtak) plagiaat was van een foto van de Schotse fotograaf Iain Leach, trok Stjepan Pranjković zijn ontwerp terug. Er werd op 4 mei 2022 een ander ontwerp voorgesteld met een marter. Op 18 juli 2022 werden de eerste Kroatische euromunten geslagen bij de Hrvatska kovnica novca.

## Munten
| Beschrijving Kroatische euromunten \| Keerzijde | Beschrijving Kroatische euromunten \| Keerzijde | Beschrijving Kroatische euromunten \| Keerzijde | Beschrijving Kroatische euromunten \| Keerzijde | Beschrijving Kroatische euromunten \| Keerzijde |
| ----------------------------------------------- | ----------------------------------------------- | --- | ----------------------------------------------- | ----------------------------------------------- |
| Denominatie                                     | Ontwerp                                         | Speciale details | Ontwerper(s)                                    | Afbeelding                                      |
| 0,01 €, 0,02 €, 0,05 €                          | Letters "HR" in Glagolitisch schrift            | - | Maja Škripelj                                   |                                                 |
| 0,10 €, 0,20 €, 0,50 €                          | Portret van Nikola Tesla                        | - | Ivan Domagoj Račić                              |                                                 |
| 1,00 €                                          | Een marter                                      | - | Jagor Šunde, David Čemeljić, Fran Zekan         |                                                 |
| 2,00 €                                          | De kaart van Kroatië                            | Randinscriptie: tekst uit de Vrijheidshymne van het drama Dubravka door Ivan Gundulić: "O LIJEPA O DRAGA O SLATKA SLOBODO" (o mooie, o lieve, o zoete vrijheid) | Ivan Šivak                                      |                                                 |

## Herdenkingsmunten van € 2
- Herdenkingsmunt van 2023: De invoering van de euro als officiële munteenheid van Kroatië op 1 januari 2023
- Herdenkingsmunt van 2024: Varaždin
- Herdenkingsmunt van 2024: 500ste sterfdag van Marko Marulić
- Herdenkingsmunt van 2025: 1100 jaar koninkrijk Kroatië en de kroning van koning Tomislav I